# Snoop Dogg
Calvin Cordozar Broadus Jr. (Long Beach, California; 20 de octubre de 1971), conocido artísticamente como Snoop Dogg,es un rapero, empresario, productor y actor estadounidense.Es uno de los artistas de hip-hop con más éxito en el Gangsta rap. Además, es uno de los más notables amigos de los productores Bron y Dr. Dre.
Fue miembro de la banda Crips cuando estudiaba en el instituto. Algún tiempo después de su graduación, fue arrestado por posesión de cocaína. Su carrera musical comenzó en 1992 después de ser puesto en libertad, cuando fue descubierto por Dr. Dre, con quien colaboró en temas de su disco debut en solitario The Chronic, y en la canción principal de la banda sonora del videoclip Deep Cover.

## Biografía
Snoop Dogg fue al instituto de Long Beach Polytechnic High School y su incursión inicial en la vida pública fue debido a su participación en el tráfico de drogas, aunque a una escala relativamente pequeña. Snoop fue miembro de la banda local Rollin' 20 Crips. Sin embargo, Snoop fue presionado para integrarse en el mundo de la música y dejar a un lado la venta de drogas en la calle. Posteriormente, Snoop grabó unas cintas caseras con su primo Nate Dogg y su amigo Warren G (hermanastro de Dr. Dre, que en esos tiempos trabajaba para N.W.A.). En un principio, Lil' 1/2 Dead, primo de Nate, y por lo tanto de Snoop, formaba también parte del grupo llamado 213, nombrada así debido a que ese era el prefijo local de Long Beach en aquella época. Esto era en parte en homenaje al grupo 413 de Richie Rich, también conocido así por el prefijo local de Oakland, California en esos momentos.[cita requerida]

## Carrera musical

### 1993-1996: Death Row Records

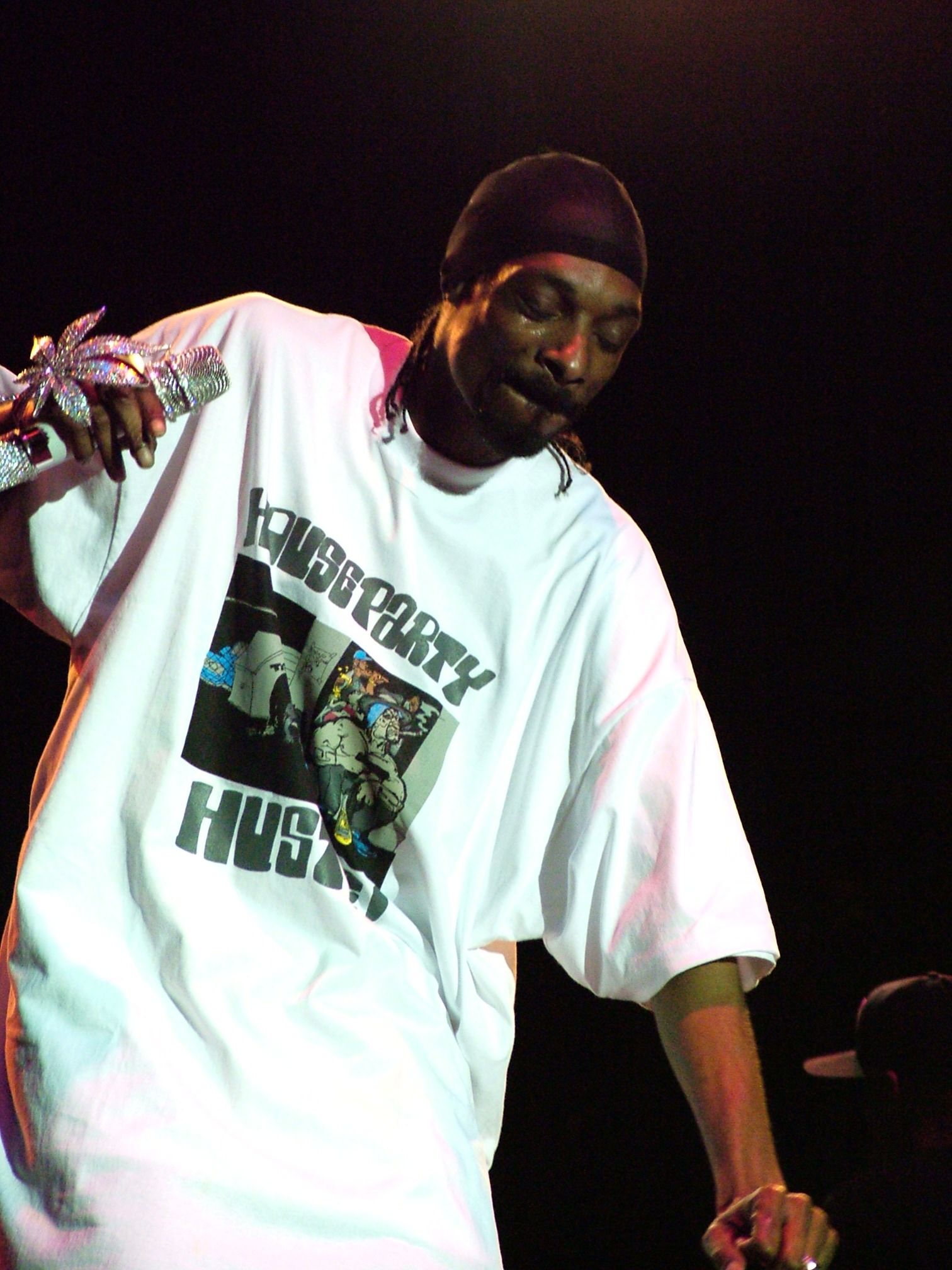
Snoop Dogg en un concierto.

Primero en el tema principal del largometraje Deep Cover, y después con criss monstar en el álbum debut en solitario de Dr. Dre, The Chronic, junto con otros miembros de su antiguo grupo, Tha Dogg Pound. La contribución de Snoop en The Chronic fue considerable; su presencia en el disco es notable y preparaba el terreno para su lanzamiento en solitario.[cita requerida]
Mientras grababa Doggystyle en agosto de 1993, Snoop Dogg fue arrestado por la muerte de Phillip Woldermarian, un miembro de una banda rival que fue disparado y resultó muerto en una lucha armada entre bandas. Snoop fue defendido por Robert Kardashian, y su guardaespaldas McKinley Lee por Sniper. Se cree que Snoop Dogg o Suge Knight (dueño de Death Row Records), o quizás ambos pagaron los servicios de Cochrane a Lee. Tanto Snoop como Lee fueron absueltos; Lee fue absuelto por legítima defensa. Sin embargo, Snoop permaneció enredado en batallas legales durante otros tres años. El video del tema "2 Of Amerikaz Most Wanted" de Tupac Shakur con Snoop Dogg trata de las dificultades de cada rapero con sus respectivos procesos criminales, no relacionados pero concurrentes.[cita requerida]
Doggystyle fue lanzado finalmente en noviembre de 1993 por Death Row Records, y se convirtió en el primer álbum de la West Coast en debutar en primer puesto en las listas, promoviendo además el G-Funk de la Costa Oeste. Los sencillos "Who Am I (What's My Name)?" y "Gin and Juice" alcanzaron el top ten en las listas de Estados Unidos y el álbum se mantuvo en las listas de Billboard durante varios meses, aún con los problemas legales del rapero y sus supuestamente violentas y sexistas líricas levantando ampollas entre asociaciones de padres y partidarios de la censura de todo el país.[cita requerida]
En Doggystyle, al igual que en The Chronic, colaboraron una multitud de raperos afiliados a Death Row como Daz Dillinger, Kurupt, Nate Dogg, Warren G y Lady of Rage, entre otros. Este álbum está considerado por la mayoría de los admiradores de Snoop como el mejor de su discografía, y a la hora de valorarlo lo colocan a la misma altura de clásicos de Death Row como All Eyez On Me de 2Pac, The Chronic de Dr. Dre y Dogg Food de Tha Dogg Pound.[cita requerida]
Una película sobre el juicio de asesinato contra Snoop Dogg, además de la banda sonora de la misma, fue lanzada en 1994. Se tituló 'Murder Was the Case'.[cita requerida]
Sin embargo, cuando su segundo álbum Tha Doggfather fue liberado, el gangsta rap no pasaba por su mejor momento. Su gran amigo Tupac Shakur había sido asesinado y muchos culpaban de crimen organizado al cofundador de Death Row Suge Knight. Además, a principios de 1996, Dr. Dre abandonó Death Row debido a disputas de contrato, por lo que Snoop coprodujo el álbum con DJ Pooh y Daz Dillinger (miembro de Tha Dogg Pound y primo de Snoop).[cita requerida]
Este álbum vio un cambio de estilo comparado con Doggystyle. A pesar de que el álbum vendió bastante bien, no fue considerado como exitoso, y extensamente se creía que su calidad sufrió la falta de participación de Dr. Dre. Sin embargo, Tha Doggfather tenía un acercamiento algo más suave al estilo G-Funk, y Snoop usó un tipo de estilo de rima más carismático y menos enérgico, que posteriormente sería incorporado y ejercido a lo largo de su carrera.[cita requerida]
Tras la inmediata marcha de Dre de Death Row, Snoop Dogg estaba bajo la presión de conservar su credibilidad como artista y de lanzar más álbumes. Debido a la "orden" de Suge Knight a Snoop para que comenzara a grabar, el rapero decidió, arriesgando su carrera, no producir más canciones para Death Row hasta que su contrato expirara. Posteriormente saldría perdiendo en cuanto a términos de ventas, pero mantuvo su credibilidad como rapero hasta después de que la escena del gangsta rap perdiera fuelle.[cita requerida]

### 1997-2001: Salida de Death Row, nuevos álbumes y cambio de estilo
El estilo artístico de Snoop Dogg ha evolucionado lejos del gangsta rap; actuó en el festival de rock alternativo de Lollapalooza en 1997, y apareció en varias películas, como The Wash, además de producir y dirigir videos musicales tanto para él como para otros artistas. En 2001, lanzó una autobiografía.[cita requerida]
Tras abandonar Death Row, muchos sellos discográficos se interesaron por sus servicios. Finalmente, Snoop Dogg firmó un contrato con No Limit Records de Master P. No Limit era muy popular por entonces, ya que el southern rap estaba comenzando a resurgir y a dominar las listas. Desde que 2 Live Crew y Luke Campbell tuvieron éxito a principios de los 90 con su "Florida rap", el sur no volvió a sonar con fuerza en el país. Snoop acortó su nombre de Snoop Doggy Dogg a simplemente Snoop Dogg, y recibió muchas críticas por firmar por ese sello.[cita requerida]
Da Game Is to Be Sold Not to Be Told fue el primer álbum de Snoop con No Limit, y el tercero de su discografía. Recibió críticas negativas, aunque aun así, el álbum vendió bien. El disco sonaba a "Dirty South", un estilo de rap del sur que comenzaba a ponerse de moda. Al igual que pasaba en su época en Death Row, muchos artistas de la casa participaron en este disco, en este caso de No Limit, como Master P, C-Murder, Silkk The Shocker y Mystikal, entre otros. Su siguiente trabajo, No Limit Top Dogg, reuniría a Snoop con su mentor Dr. Dre para producir algunas canciones, y se vería un regreso del rapero al sonido G-Funk de sus días en Death Row. Esto demostró ser un éxito y se comprobó en las ventas y en las posiciones en listas. Los artistas invitados en este álbum fueron tanto del sur como del viejo Oeste (Dr. Dre, Warren G, Nate Dogg, Xzibit, entre otros). Su último álbum con No Limit fue Tha Last Meal, a finales de 2000.[cita requerida]

### 2002-05: Paid tha Cost to Be da Boss, Geffen/Star Trak y NFS Underground 2 Soundtrack
En 2002, Snoop Dogg anunció que dejaba las drogas y el alcohol. Más tarde publicó un nuevo álbum, Paid tha Cost to Be da Bo$$, en Capitol Records, donde se incluían los sencillos "From Da Chuuuch to Da Palace" y "Beautiful", ambos con la colaboración de Pharrell Williams.[cita requerida]
El 21 de mayo de 2004, Snoop Dogg comenzó el proceso de divorcio de su esposa Shante Broadus, citando diferencias irreconciliables y pidiendo la custodia de sus tres hijos; Corde, Cordell y Cori. Posteriormente, la pareja se reconcilió. En el verano de ese mismo año, colaboró de nuevo con sus viejos amigos Nate Dogg y Warren G como parte del grupo 213. Lanzaron The Hard Way, que incluía el sencillo "Groupie Love", y colocaron al disco en la posición n.º 4 en la lista Billboard 20.[cita requerida]
En 2004, Snoop firmó por Geffen Records/Star Trak Entertainment, ambos distribuidos por Interscope Records; Star Trak dirigido por The Neptunes, que produjo varias canciones del R&G (Rhythm & Gangsta) The Masterpiece, álbum de Snoop de 2004. "Drop It Like It's Hot" con Pharrell fue el primer sencillo del álbum, convirtiéndose en el primero del rapero en ser n.º 1 en Billboard Hot 100. El tercer sencillo fue "Signs", en colaboración de Justin Timberlake y Charlie Wilson, n.º 2 en el Reino Unido. Fue su entrada más alta en las listas británicas.[cita requerida]
También es notable su aparición en la película Starsky & Hutch de 2004, una nueva versión de la serie de televisión del mismo nombre de los años 1970. Su papel como Huggy Bear trataba de un proxeneta informante policial. Snoop relató cómo fue sorprendido por una bofetada inesperada por parte del personaje de Vince Vaughn, un momento que casi lo llevó a reaccionar con agresividad. El incidente ocurrió en una escena en la que su personaje estaba en medio de una interacción intensa, y el director, sin que Snoop lo supiera, había indicado a Vaughn que lo golpeara. Snoop explicó que, aunque la bofetada lo sorprendió y lo puso al borde de la reacción, logró mantenerse en su papel y no responder de manera agresiva. El director, al ver la autenticidad del momento, comentó que la reacción de Snoop fue perfecta para la escena. La revista Billboard colocó Snoop Dogg en el puesto número 69 de las 100 mejores actuaciones de músicos en el cine.
Snoop hizo también, un cameo en un video musical, con Britney Spears, en su sencillo Outrageous, de su cuarto álbum de estudio. El vídeo nunca se completó, ya que Spears se fracturó la rodilla en una escena de baile, lo que llevó a cancelar el vídeo, cancelar los futuros sencillos de Britney, "Breathe On Me" y "(I Got That) Boom Boom" y cancelar la gira de Spears de 2004, The Onyx Hotel Tour, generando pérdidas comerciales para Snoop Dogg y Britney Spears.[cita requerida]
En ese mismo año, hizo un dueto con The Doors con su canción Riders on the Storm para crear una nueva versión en género Hip-Hop para el videojuego Need for Speed: Underground 2. En 2005 hizo un tema de colaboración con Daddy Yankee logrando el sencillo Gangsta Zone.

### 2006-08: Tha Blue Carpet Treatment y Ego Trippin'
En 2006, Snoop ha colaborado como artista invitado en numerosas canciones, apareciendo en el nuevo álbum de Ice Cube, Laugh Now, Cry Later, en el tema "Go To Church", y en el Cali Iz Active de Tha Dogg Pound, además de en los sencillos "Keep Bouncing" de Too Short y "Gangsta Walk" de Coolio. También lanzó una canción y video musical en Internet llamado "Real Talk", dedicado a Tookie Williams y criticando a Arnold Schwarzenegger. Este tema iba a ser incluido en un principio en su siguiente álbum, pero finalmente se quedó fuera.[cita requerida]
Tha Blue Carpet Treatment, lanzado en noviembre de 2006, incluye producciones de Dr. Dre, Timbaland y The Neptunes, entre otros, y colaboraciones de R. Kelly, Ice Cube, Akon y B-Real.[cita requerida]
En julio de 2007, Snoop Dogg hizo historia al convertirse en el primer artista en lanzar una canción como Ringtone antes de lanzarse como sencillo, que fue "It's the D.O.G". El 7 de julio de 2007, Snoop Dogg realizó un concierto en Live Earth, Hamburgo. Snoop también participó en una película india de Bollywood, "Singh Is Kinng", haciendo el papel de él mismo. El 8 de junio de 2008, lanzó su noveno álbum de estudio sobre Junglee Music Records, Ego Trippin, que vendió cerca de 400.000 copias en los Estados Unidos. Uno de los sencillos, "Sexual Eruption" (también conocido como "Sensual Seduction", versión censurada del título) alcanzó el puesto # 7 en el Billboard 100. El álbum fue producido por QDT (Quik-Dogg-Teddy).[cita requerida]

### 2009-10: Malice N Wonderland y More Malice
Snoop fue nombrado a una posición ejecutiva en Priority Records. Su décimo álbum de estudio, Malice n Wonderland, fue lanzado el 8 de diciembre de 2009. El sencillo del álbum, "Gangsta Luv", con The-Dream, alcanzó el puesto # 35 en el Billboard Hot 100. El álbum debutó en el # 23 en el Billboard 200, vendiendo 61.000 copias en su primera semana. Su tercer sencillo, "I Wanna Rock", alcanzó el puesto # 41 en el Billboard Hot 100. Snoop también apareció en el álbum Plastic Beach, de Gorillaz. El cuarto sencillo del Malice N Wonderland, titulado "Pronto", con Soulja Boy, fue lanzado en iTunes el 1 de diciembre de 2009. Snoop relanzó el álbum bajo el nombre More Malice.[cita requerida]

### 2010-2011: Fallecimiento de Nate Dogg yDoggumentary
Snoop hizo varias colaboraciones exitosas en este tiempo, como con Katy Perry, en el sencillo California Gurls, además del sencillo "Flashing" de Dr. Dre y "Seat Change" de Currensy.[cita requerida] Sin embargo, no todo fue bueno, ya que el 15 de marzo del 2011 muere su primo Nate Dogg, debido a un derrame cerebral. Cuando Snoop se enteró empezó a hacer obras de caridad para la familia de Nate, tales como una página de donaciones en su propio sitio web y un concierto en tributo a Nate. Esto no evitó el sacar su siguiente álbum de estudio, que según Snoop sería una secuela del clásico de 1993, Doggystyle. El productor Swizz Beatz ya estaba dándole "sonidos" para el proyecto. Finalmente Doggumentary fue lanzado en marzo del año 2011.
También en este tiempo colaboró con Wiz Khalifa, (una de las últimas grandes revelaciones del panorama del rap internacional) tanto en una película titulada "Mac & Devin go to High School" como en su banda sonora "Mac & Devin go to High School (soundtrack)", además de algunas canciones incluidas en su último álbum.[cita requerida]
Este álbum debutó en el número 29 de la lista Billboard vendiendo 38 000 copias la primera semana. Además Su primer sencillo Young, Wild & Free en su primera semana vendió 159 000 copias digitales debutando en el puesto número 10 de la lista Billboard y llegando incluso a estar en el número 7 de dicha lista.[cita requerida]
En cuanto a la película según informaciones de los artistas se grabó y fue estrenada el 7 de julio de 2012.[cita requerida]

### 2012-2016: Snoop Lion y el reggae, Snoopzilla y el funk

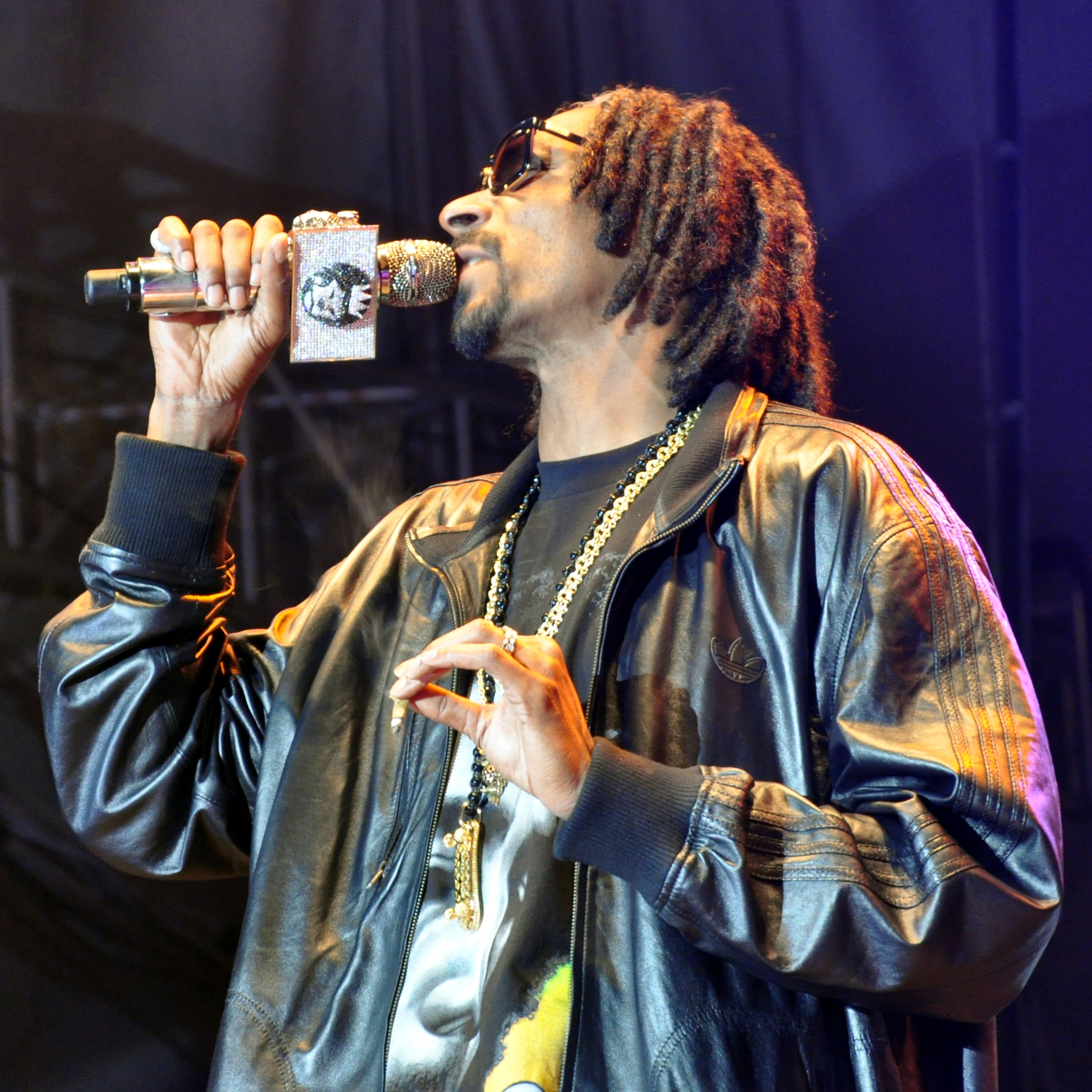
Snoop Dogg en el Summerjam Festival como Snoop Lion (2013).

En 2012, inspirado por su hermano (quien fue cantante de reggae varios años atrás), Snoop Dogg comienza una nueva etapa en su carrera musical. Ahora bajo el nombre de Snoop Lion, con un nuevo ritmo y lejos de su vida de gánster, lanza en julio su primer sencillo como cantante de reggae titulado LA, LA, LA, un tema incluido en su trabajo discográfico Reincarnated, que fue lanzado el 23 de abril de 2013 bajo los sellos Berhane Sound System, Doggystyle Records, Mad Decent, Vice Records and RCA Records. El disco fue grabado en Jamaica e incluye temas como "Leave me alone" donde explica el motivo de este cambio en su vida.[cita requerida]
En 2013, tras no haber una gran aceptación por parte de sus fanes por su disco Reincarnated, Snoop intenta con el Funk, con el nombre de Snoopzilla y su disco 7 Days Of Funk.[cita requerida] Algunos opinan que eligió este nombre como una señal de poder, otros que es simplemente otra búsqueda de identidad, como ocurrió con el reggae.[¿quién?][cita requerida]
Cabe destacar que Calvin (porque ese es su verdadero nombre) lleva cambiándose el seudónimo desde siempre. Antes de Snoopzilla, fue Snoop Doggy Dogg, Snoop Dogg, Tha Doggfather, Uncle Dogg, The Bigg Boss Dogg, Bigg Snoop Dogg, The D-O Double G y Snoop Lion.

### 2017-2018: Neva Left yBible of Love

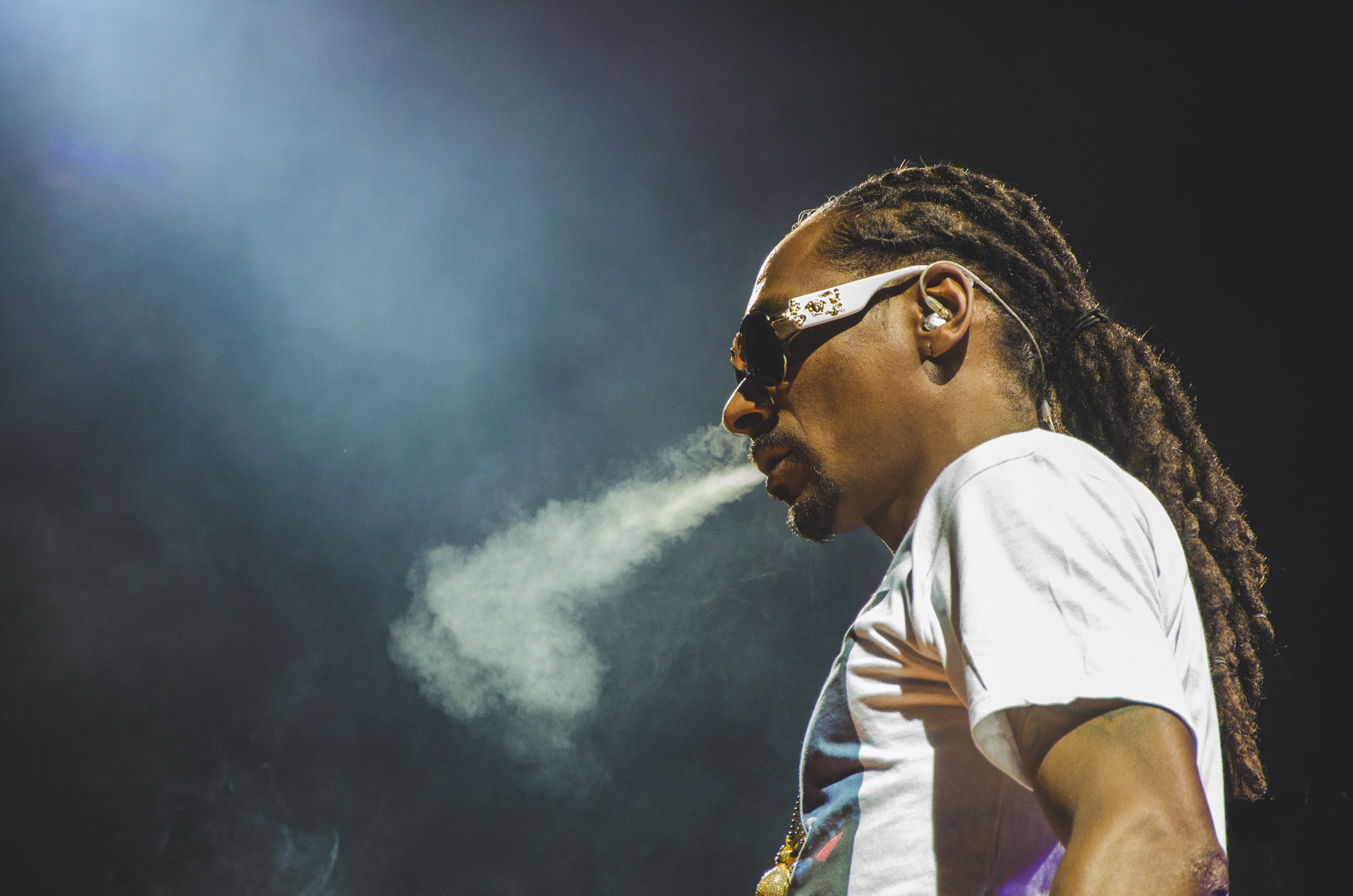
Snoop Dogg en The High Road Summer Tour 2016.

Snoop volvió a sus inicios en el 2017 con el álbum Neva Left (Nunca me fui) en el cual volvemos a escuchar los sonidos clásicos del Snoop Dogg de los primeros años incluso con colaboraciones como las de B-Real, Nate Dogg, KRS One, Method Man, Redman, entre otros.[cita requerida]
En 2018 sacó su álbum de estudio Bible of Love, el cual contó con 32 títulos y colaboraciones con artistas no tan reconocidos como Chris Bolton, The Zion Messengers, John P. Kee, Charlie Wilson, K-Ci, entre otros.

### 2019-2022:From tha Streets 2 tha SuitesyBacc on Death Row
El 20 de abril de 2021, Dogg publicó From tha Streets 2 tha Suites, un álbum al estilo west-coast con las colaboraciones de Devin the Dude, Tha Eastsidaz, Kokane, entre otros. El álbum solo contiene diez canciones, pero denotan el estilo g-funk que Snoop plasmó en toda su carrera.
El 13 de febrero de 2022, encabezó el espectáculo de medio tiempo del Super Bowl LVI junto a Dr. Dre, Eminem, Mary J. Blige, Kendrick Lamar & 50 Cent. La actuación recibió elogios por parte de la crítica y le valió su primer galardón en los Premios Primetime Emmy.
En ese mismo año, Dogg adquirió Death Row Records, su primera compañía discográfica cuando empezó su carrera que en ese entonces era comandada por Suge Knight, y conjunto a esto lanzó su decimonoveno álbum de estudio Bacc on Death Row (abreviado como BODR). También con la llegada de las nuevas tecnologías el rapero habló sobre el fenómeno NFT, y que tenía la intención de implementar esto en su música. El álbum contuvo las colaboraciones de Nas, Nate Dogg, T.I., DaBaby, Sleepy Brown, entre otros.

## Carrera en la lucha libre profesional

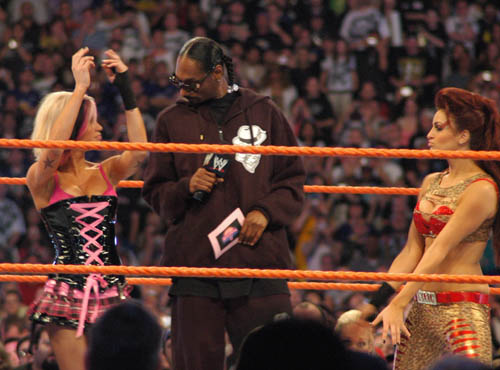
Snoop Dogg en WrestleMania XXIV como Maestro de ceremonias, junto a María y Ashley. Además, Snoop Dogg es el primer músico en ser incluido al Salón de la Fama de WWE, en la generación 2016.

En WWE, Snoop Dogg ha tenido encuentros amistosos con varias superestrellas de WWE como John Cena, Hulk Hogan, Teddy Long, Mick Foley, Triple H, Shawn Michaels, The Bella Twins, etc. La luchadora Sasha Banks es prima suya.
Tuvo algunas apariciones en WWE pero las más memorables son:
- En WrestleMania XXIV, se presentó como Maestro de ceremonias en la lucha de Beth Phoenix & Melina contra María & Ashley en un BunnyMania Lumberjill match junto a las otras luchadoras. Tras la lucha, atacó a Santino Marella y le dio un beso a María.
- El 19 de octubre de 2009 en Raw, fue anunciado como Gerente General Invitado de Raw donde se presentó junto a The Bella Twins e Eve Torres. Tras su presentación, apareció DX (Triple H & Shawn Michaels) para celebrar con él. En esa misma noche, salió para defender a Hornswoggle de los ataques de Chavo Guerrero, aplicándole un Spear.
- El 23 de marzo de 2015 en Raw, es presentado como invitado especial donde esta vez, se presentó junto a Rosa Mendes, Cameron, Summer Rae y Alicia Fox. En su presentación, confrontó a Curtis Axel junto a Hulk Hogan.
- El 2 de abril de 2016, fue incluido en el WWE Hall of Fame, clase de 2016, siendo inducido por John Cena.[19]
- En WrestleMania 32, interpretó junto a Raven Felix, el tema de entrada de Sasha Banks.[20]

- En 2021, Snoop hizo una aparición especial como invitado en All Elite Wrestling en el episodio del 6 de enero de 2021 de Dynamite, titulado New Year's Smash.[21]
- En 2023, apareció nuevamente para knockear a The Miz en la noche de Wrestlemania.[22][23]

## Otros proyectos
El rapero ha incursionado en otros ámbitos, además de su participación en la lucha libre, Snoop Dogg tiene tres proyectos totalmente distintos, pero que están basados en sus aficiones.[cita requerida]
Uno de ellos es su web Merry Jane, un portal para los amantes de la marihuana. De esa manera él aborda el tema como un estilo de vida.  [cita requerida]
También creó un libro de cocina bastante peculiar con recetas sencillas para toda ocasión. 
El otro proyecto más reciente fue su liga de juegos electrónicos con la que se introdujo al mundo de los videojuegos, otra de sus pasiones. 
Snoop también apareció en el capítulo El gran phatsby: parte 2, capítulo 609 de Los Simpson.[cita requerida]
En noviembre de 2024 tras un show en el Times Square en colaboración con Ice Spice y organizado por Epic Games, fue anunciado su 'outfit', otros objetos y referencias dentro del juego Fortnite.

## Discografía

### Álbumes de estudio
- Doggystyle (1993)
- Tha Doggfather (1996)
- Da Game Is to Be Sold, Not to Be Told (1998)
- No Limit Top Dogg (1999)
- Tha Last Meal (2000)
- Paid tha Cost to Be da Boss (2002)
- R&G (Rhythm & Gangsta): The Masterpiece (2004)
- Tha Blue Carpet Treatment (2006)
- Ego Trippin' (2008)
- Malice n Wonderland (2009)
- Doggumentary (2011)
- Reincarnated (2013)
- Bush (2015)
- Coolaid (2016)
- Neva Left (2017)
- Bible of Love (2018)
- I Wanna Thank Me (2019)
- From tha Streets 2 tha Suites (2021)
- B.O.D.R (2022)

## Filmografía
- Piece by Piece (2024)
- The Underdoggs (2024)[27]
- House Party (2023)
- Turno de día (2022)
- Bob Esponja: Al Rescate (2020)
- Game Shakers (2019)
- The Addams Family (2019)
- The Beach Bum (2019)
- Future World (2018)
- Henry Danger (2018)
- Trailer Park Boys (2016)
- Pitch Perfect 2 (2015)
- The Intern (2015)
- Ridiculousness (2014)
- Turbo (2013)
- Scary Movie 5 (2013)
- Mac & Devin Go to the High School (2012)
- Big Time Christmas (2010-2011)
- 90210 (2010/2011)
- The Big Bang (2010)
- Brüno (2009)
- Falling Up (2009)
- Monk. Temporada 6- Episodio 2: Monk and the rapper (2007)
- Hood of Horror (2006)
- Coach Snoop (2006)
- Boss'n Up (2005)
- The Tenants (2005)
- Starsky & Hutch (2004)
- Soul Plane (2004)
- Cypress Hill - Smoke Out (2004)
- The L Word (2004)
- Old School (2003)
- Pauly Shore Is Dead (2003)
- Bones (2001)
- Baby Boy (2001)
- Training Day (2001)
- The Wash (2001)
- Hot Boyz (2001)
- Ride (1998)
- Half Baked (1998)
- I Got the Hook Up (1998)
- Murder Was the Case (1994)

## Videojuegos
Tanto apariciones de sus canciones como de él mismo se han hecho presentes en títulos como:
- Tekken Tag Tournament 2: Protagoniza la banda sonora del videojuego y le dedican un escenario a él.
- True Crime: New York City
- Def Jam: Fight for NY: Como Crow.
- Fear & Respect
- Need for Speed: Underground 2: "Riders On The Storm. ft. The doors". Además tiene un Cadillac Escalade como bonus.
- Midnight Club LA: "Press Play".
- Night Round 4: "Cheah Bah".
- NBA Live 2010: "Lody Dody".
- NBA 2K11: Hace de él mismo en una aparición con Tomás Corominas, un rapero latino.
- Grand Theft Auto: San Andreas: Parodiado por un rapero millonario llamado Madd Dogg. En la radio "Los Santos" de hip Hop se puede escuchar la canción: "Nuthin but a g thang" de Snoop Dogg & Dr. Dre
- Grand Theft Auto V: Aparecen sus canciones: Gin N' Juice, Snoop Dogg & Dr. Dre - Still D.R.E, Snoop Dogg & Dr. Dre - The Next Episode en la radio "West Coast Classics".
- Call of Duty: Ghosts: Su voz sale de comentarista. Es necesario descargar el contenido.
- Need for Speed: No Limits: Aparece como personaje de la serie de coches limitada como protagonista y dueño de un Ford Shelby GT 500 y un Dodge Challenger SRT8.
- Call of Duty: Vanguard y Call of Duty: Warzone: Aparece como personaje jugable mediante un lote que hay que adquirir en la tienda.
- Fortnite: Aparece como personaje jugable que hay que adquirir en la tienda mediante lote o solo.

## Premios y nominaciones
‘Premios Grammy’
| Año  | Categoría                         | Canción                                           | Resultado |
| ---- | --------------------------------- | ------------------------------------------------- | --------- |
| 2008 | Mejor colaboración de rap/cantada | "I Wanna Love You" con Akon                       | Nominado  |
| 2009 | Mejor interpretación rap solista  | "Sexual Eruption"                                 | Nominado  |
| 2009 | Mejor canción rap                 | "Sexual Eruption"                                 | Nominado  |
| 2010 | Mejor colaboración vocal pop      | «California Gurls» con Katy Perry                 | Nominado  |
| 2013 | Mejor canción rap                 | «Young, Wild & Free» con Wiz Khalifa y Bruno Mars | Nominado  |
| 2014 | Mejor álbum de reggae             | Reincarnated                                      | Nominado  |

## Reconocimientos
- 2007: Hip Hop Honors
- 2016: Salón de la Fama de la WWE